# تيم جيسي
تيم جيسي (بالإنجليزية: Tim Jessie)‏ هو لاعب كرة قدم أمريكية أمريكي، ولد في 1 مارس 1963 في أوب في الولايات المتحدة.

## وصلات خارجية
- تيم جيسي على موقع مرجع كرة القدم المحترفة.كوم (الإنجليزية)